# Rózsás díszmolyfélék
A rózsás díszmolyfélék (Deuterogonidae) a valódi lepkék (Glossata) alrendjébe tartozó Gelechioidea öregcsalád egyik, nemrég elkülönített családja. Viszonylag kevés fajt számlál.
Közép-Európában és így Magyarországon is mindössze egy fajuk él, a rózsavörös díszmoly (Deuterogonia pudorina Wocke, 1847).

## Külső hivatkozások
- Mészáros Zoltán – Szabóky Csaba: A magyarországi molylepkék gyakorlati albuma. Budapest: Agroinform. 2005.  arch Hozzáférés: 2018. április 6. (PDF)